# كلارا دي جونغ
كلارا دي جونغ (بالهولندية: Antoinette de Jong)‏ هي متزلجة هولندية، ولدت في 6 أبريل 1995 في هيرينفين في هولندا.

## وصلات خارجية
- كلارا دي جونغ على موقع SpeedSkatingBase.eu (الإنجليزية)
- كلارا دي جونغ على موقع SpeedSkatingNews.info (الإنجليزية)
- كلارا دي جونغ على موقع SpeedSkatingStats.com (الإنجليزية)
- كلارا دي جونغ على موقع اللجنة الأولمبية الدولية (الإنجليزية)
- كلارا دي جونغ على موقع أوليمبيديا (الإنجليزية)
- كلارا دي جونغ على موقع تيم أن.أل (الهولندية)